# Бельмонте-дель-Санніо
Бельмонте-дель-Санніо (італ. Belmonte del Sannio) — муніципалітет в Італії, у регіоні Молізе, провінція Ізернія.
Бельмонте-дель-Санніо розташоване на відстані близько 165 км на схід від Рима, 35 км на північний захід від Кампобассо, 29 км на північний схід від Ізернії.
Населення — 777 осіб (2014).
Щорічний фестиваль відбувається 13 липня. Покровитель — San Anacleto.

## Демографія
Населення за роками:

Станом на 1 січня 2023 року в муніципалітеті офіційно проживали 23 іноземці з 6 країн, серед них 8 громадян країн Євросоюзу.

## Сусідні муніципалітети
- Аньоне
- Кастільйоне-Мессер-Марино
- Ск'яві-ді-Абруццо